# Margarita Mukasheva
Margarita Mukasheva (en russe : Маргарита Евгеньевна Мукашева, Margarita Ebguenievna Moukacheva) née Matsko (Мацко), le 4 janvier 1986 à Petropavlovsk, en RSS kazakhe, est une athlète kazakhe spécialiste du 800 mètres.

## Biographie
En 2010, Margarita Matsko remporte l'or sur 800 mètres et l'argent sur 4 × 400 mètres aux Jeux asiatiques.

## Palmarès
| Date | Compétition                  | Lieu           | Résultat | Épreuve   | Temps         |
| ---- | ---------------------------- | -------------- | -------- | --------- | ------------- |
| 2007 | Championnats d'Asie          | Amman          | 5e       | 800 m     | 2 min 16 s 44 |
| 2007 | Championnats d'Asie          | Amman          | 3e       | 4 × 400 m | 3 min 50 s 81 |
| 2008 | Championnats d'Asie en salle | Doha           | 3e       | 800 m     | 2 min 04 s 85 |
| 2009 | Jeux asiatiques en salle     | Hanoi          | 1re      | 800 m     | 2 min 03 s 06 |
| 2009 | Jeux asiatiques en salle     | Hanoi          | 1re      | 4 × 400 m | 3 min 39 s 21 |
| 2009 | Championnats d'Asie          | Canton         | 2e       | 800 m     | 2 min 05 s 31 |
| 2010 | Jeux asiatiques              | Canton         | 1re      | 800 m     | 2 min 00 s 29 |
| 2010 | Jeux asiatiques              | Canton         | 2e       | 4 × 400 m | 3 min 30 s 03 |
| 2011 | Championnats d'Asie          | Kōbe           | 2e       | 800 m     | 2 min 02 s 46 |
| 2011 | Championnats d'Asie          | Kōbe           | DSQ      | 4 × 400 m | 3 min 36 s 61 |
| 2011 | Jeux mondiaux militaires     | Rio de Janeiro | 2e       | 800 m     | 2 min 01 s 83 |
| 2013 | Universiade                  | Kazan          | 1re      | 800 m     | 1 min 58 s 96 |
| 2014 | Jeux asiatiques              | Incheon        | 1re      | 800 m     | 1 min 59 s 02 |
| 2014 | Jeux asiatiques              | Incheon        | 6e       | 4 × 400 m | 3 min 36 s 83 |
| 2018 | Jeux asiatiques              | Jakarta        | 2e       | 800 m     | 2 min 02 s 40 |
| 2019 | Championnats d'Asie          | Doha           | 3e       | 800 m     | 2 min 03 s 83 |

## Records
| Épreuve               | Temps         | Lieu  | Date            |
| --------------------- | ------------- | ----- | --------------- |
| 800 mètres            | 1 min 58 s 96 | Kazan | 9 juillet 2013  |
| 800 mètres (en salle) | 2 min 03 s 06 | Hanoi | 2 novembre 2009 |